# NGC 3682
NGC 3682 is een spiraalvormig sterrenstelsel in het sterrenbeeld Draak. Het hemelobject werd op 6 april 1793 ontdekt door de Duits-Britse astronoom William Herschel.

## Synoniemen
- UGC 6459
- MCG 11-14-27
- ZWG 314.29
- KARA 481
- IRAS 11247+6651
- PGC 35266